# Pseudodistoma kanoko
Pseudodistoma kanoko är en sjöpungsart som beskrevs av Takasi Tokioka och Nishikawa 1975. Pseudodistoma kanoko ingår i släktet Pseudodistoma och familjen Pseudodistomidae. Inga underarter finns listade i Catalogue of Life.